# Crazy Town
Crazy Town – amerykańska grupa wykonująca muzykę z pogranicza rap rocka i nu metalu. Zespół w 1995 roku założyli w Los Angeles, Kalifornii, Bret "Epic" Mazur i Seth "Shifty" Binzer. Crazy Town jest najbardziej znany z przeboju "Butterfly", który ukazał się w 2000 roku i osiągnął pierwsze miejsce na liście przebojów Billboard Hot 100 w Stanach Zjednoczonych. Dzięki temu ich debiutancki album zatytułowany The Gift of Game sprzedał się w ponad 1 500 000 sztuk. Ich kolejny album, zatytułowanyDarkhorse wydany w 2002 roku, nie osiągnął takiego samego poziomu sukcesu, przyczyniając się do rozpadu zespołu, do którego doszło w 2003 roku. Bret Mazur i Seth Binzer reaktywowali zespół w 2007 roku i dopiero w 2015 roku wydali trzeci album zatytułowany The Brimstone Sluggers. W 2017 roku Bret Mazur opuścił zespół, a Seth Binzer zmienił nazwę zespołu na Crazy Town X.

## Muzycy
Obecny skład zespołu
- Bret "Epic" Mazur – wokal wspierajacy, wokal prowadzący, gitara basowa, instrumenty klawiszowe, gramofony (1995–2003, od 2007)
- Nick "Dax" Diiorio – gitara basowa, wokal wspierający (od 2014)
- Kevin Kapler - perkusja, instrumenty perkusyjne (od 2014)

Byli członkowie zespołu
- Doug "Faydoe Deelay" Miller - gitara basowa (1999-2003)
- Ahmad "Deadsie" Alkurabi – gitara prowadząca (2014–2015)
- Kraig "Squirrel" Tyler - gitara rytmiczna, wokal wspierający (2000–2003)
- Antonio Lorenzo "Trouble" Valli - gitara prowadząca (1999–2003)
- Charles "Rust Epique" Lopez (zmarły) - gitara rytmiczna, gitara prowadząca (1999–2000)
- Adam "DJ AM" Goldstein (zmarły) – gramofony, sample, programowane, instrumenty klawiszowe (1999–2000, 2001)
- Adam "DJ Adam 12" Bravin - gramofony, sample, programowane, instrumenty klawiszowe (1995–1996)
- Kyle Hollinger - perkusja, instrumenty perkusyjne (2001-2003)
- James "JBJ" Bradley Jr. – perkusja, instrumenty perkusyjne (1999–2001)
- Seth "Shifty" Binzer (zmarły) – wokal prowadzący (1995–2003, 2007–2024)

## Dyskografia

### Albumy studyjne
| The Gift of Game            | - Data: 9 listopada 1999 - Wydawca: Columbia Records  | 9   | 15 | 4 | 2 | 20 | 27 | - USA: platynowa płyta - CAN: platynowa płyta - AUS: złota płyta - UK: złota płyta |
| Darkhorse                   | - Data: 12 listopada 2002 - Wydawca: Columbia Records | 120 | —  | — | — | —  | —  |                                                                                    |
| The Brimstone Sluggers      | - Data: 28 sierpnia 2015 - Wydawca: Membran Records   | —   | —  | — | — | —  | —  |                                                                                    |
| "—" album nie był notowany. |                                                       |     |    |   |   |    |    |                                                                                    |

### Single
| "Toxic"                      | 1999 | — | —  | —  | —  | —  | — |                                                                  | The Gift of Game |
| "Darkside"                   | 2000 | — | —  | —  | —  | —  | — |                                                                  | The Gift of Game |
| "Butterfly"                  | 2001 | 1 | 3  | 1  | 2  | 2  | 4 | - AUS: 2x platynowa płyta - USA: złota płyta - UK: srebrna płyta | The Gift of Game |
| "Revolving Door"             | 2001 | — | 23 | 29 | 19 | 46 | — |                                                                  | The Gift of Game |
| "Drowning"                   | 2002 | — | 50 | 45 | —  | —  | — |                                                                  | Darkhorse        |
| "Hurt You So Bad"            | 2002 | — | —  | —  | —  | —  | — |                                                                  | Darkhorse        |
| "—" singel nie był notowany. |      |   |    |    |    |    |   |                                                                  |                  |